# میثم یوسفی (شاعر)
میثم یوسفی (متولد ۲۷ خرداد ۱۳۶۳ در شهرستان میانه)، شاعر، ترانه‌سرا ، روزنامه‌نگار  ایرانی است. او در زمینهٔ ترانه با هنرمندانی چون ابی (ابراهیم حامدی)، کاوه یغمایی، سیامک عباسی، رضا یزدانی، رضا صادقی، روزبه نعمت‌اللهی، نیما مسیحا، کامران تفتی، شهرزاد سپانلو، شهاب رمضان، رستاک حلاج و... همکاری کرده‌است و تا کنون دو مجموعهٔ ترانه با نام‌های "نگرانت می‌شم" و "نهنگ دلتنگ" و یک مجموعهٔ شعر سپید به اسم "خاطرات منتشر نشدهٔ یک بازندهٔ خوشحال" از او منتشر شده‌است.

## فعالیت هنری
او هم‌چنین در زمینهٔ مطبوعاتی سابقهٔ همکاری با نشریات مختلفی همچون نشانی (به مدیر مسئولی محمد صالح علا)، نسیم هراز، رویش، هفته‌نامه سینما، ایران‌دخت، تماشاگران، تماشا، دیار، روزنامه همشهری، روزنامه اعتماد ملی، روزنامه کارگزاران، مهرنامه، نافه و ماهنامه تبار را دارد. او در مصاحبه‌ای گفته‌است که اولین خواننده‌ای که روی ترانه‌اش کار کرد سعید شهروز بود، اما آن ترانه به دلایلی هرگز منتشر نشد. اولین ترانه‌ای که به شکل رسمی واگذار کرد «عکس آه» بود که در سال ۸۴ توسط پیمان نیکسار ساخته و اجرا شد و بعدها در آلبوم بهت با صدای این هنرمند منتشر شد.
میثم یوسفی به عنوان ترانه‌سرا و مشاور موسیقایی یا مدیر هنری با موزیسین‌ها و خواننده‌های مختلفی همکاری کرده که آلبوم عکس زمستونی تهران با صدای کامران تفتی یکی از آن‌هاست و ترانهٔ تیتراژ تعدادی فیلم و سریال مثل سریال «روزهای بارانی» به کارگردانی قاسم جعفری ساختهٔ مرتضی ساعدی، تیتراژ فیلم «قصهٔ پریا» به کارگردانی فریدون جیرانی با موسیقی کارن همایون‌فر و صدای مرتضی اسکندری، تیتراژ فیلم «لالایی برای بیداری» به کارگردانی سیروس مقدم و موسیقی کارن همایون‌فر، تیتراژ سریال «عصرهای پاییزی» به کارگردانی اصغر نعیمی و با موسیقی فرزین قره‌گزلو و نیکان و صدای روزبه نعمت‌الهی را نوشته است. وی در  سال 1398 به عنوان نویسنده، کنسرت نمایش ملت عشق با بازی نسیم ادبی، کامران تفتی، نیکی مظفری، روزبه نعمت‌الهی و به کارگردانی محمد حاتمی را روی صحنه برد. هم‌چنین میثم یوسفی و حسین غیاثی مدیریریت موسسه‌ی موسیقیایی چنگ آوا را بر عهده دارند. 

## آلبوم‌ها
- ساعت فراموشی اثر رضا یزدانی (1390)[۱۴]
- داروگ اثر روزبه نعمت‌الهی (1392) [۱۵][۱۶]
- وقفه‌ی کوتاه اثر شهرزاد سپانلو (1393)[۱۷]
- عکس زمستونی تهران اثر کامران تفتی (۱۳۹۴)[۱۸][۱۹][۲۰][۲۱]
- منشور اثر کاوه یغمایی  (1395) [۲۲][۲۳]
- نیمهی خالی اثر البرز نبویان (۱۳۹۸)[۲۴]
- دیوونه خونه مجازی اثر رضا یزدانی (1398)[۲۵][۲۶]

## ترانه‌شناسی
| ردیف | ترانه                       | خواننده                | موسیقی                  | تنظیم          | ترانه سرا              |
| ---- | --------------------------- | ---------------------- | ----------------------- | -------------- | ---------------------- |
| ۱    | نگرانت میشم                 | ابی                    | بهنام جلیلیان           | بهنام جلیلیان  | میثم یوسفی             |
| ۲    | فقط یه کمی چای واسه من بریز | رضا یزدانی             | رضا یزدانی              | میلاد عدل      | میثم یوسفی             |
| ۳    | آروم می‌خندی                 | مرتضی اسکندری          | کارن همایون‌فر           | کارن همایون‌فر  | میثم یوسفی             |
| ۴    | گریه خنده                   | سیاوش رحمانی           | سیاوش رحمانی            | سیاوش رحمانی   | میثم یوسفی             |
| ۵    | رد پا                       | کویتی پور              | کویتی پور               | فرزین قره‌گزلو  | میثم یوسفی، حسین غیاثی |
| ۶    | خاموش                       | کویتی پور              | کویتی پور               | فرزین قره‌گزلو  | میثم یوسفی             |
| ۷    | رنگ خدا                     | شهریار شاهی            | پویا نیک‌پور             | پویا نیک‌پور    | میثم یوسفی             |
| ۸    | وقتشه                       | اما پرسا               | فرزین قره‌گزلو           | فرزین قره‌گزلو  | میثم یوسفی             |
| ۹    | رویای روزهای بارونی         | روزبه نعمت‌اللهی        | مرتضی ساعدی             | مرتضی ساعدی    | میثم یوسفی             |
| ۱۰   | زخم                         | روزبه نعمت‌اللهی        | روزبه نعمت‌اللهی         | رضا تاج بخش    | میثم یوسفی             |
| ۱۱   | شال                         | روزبه نعمت‌اللهی        | بهنام جلیلیان           | رضا تاج بخش    | میثم یوسفی             |
| ۱۲   | تردید                       | روزبه نعمت‌اللهی        | / فرزین قره‌گزلو         | سیاوش رحمانی   | میثم یوسفی             |
| ۱۳   | زود برمی‌گردم                | روزبه نعمت‌اللهی        | روزبه نعمت‌اللهی         | رضا تاج بخش    | میثم یوسفی، حسین غیاثی |
| ۱۴   | زخم                         | روزبه نعمت‌اللهی        | فرزین قره‌گزلو           | پیام قربانی    | میثم یوسفی             |
| ۱۵   | بارون گرفته                 | روزبه نعمت‌اللهی        | مرتضی ساعدی             | پیام قربانی    | میثم یوسفی، حسین غیاثی |
| ۱۶   | باور کن                     | حسین اسدی              | کاور                    | پندار جلیلیان  | میثم یوسفی             |
| ۱۷   | عکسِ آه                      | پیمان نیکسار           | پیمان نیکسار            | پیمان نیکسار   | میثم یوسفی             |
| ۱۸   | توهُم                        | پیمان نیکسار           | پیمان نیکسار            | پیمان نیکسار   | میثم یوسفی             |
| ۱۹   | بُهت                         | پیمان نیکسار           | پیمان نیکسار            | پیمان نیکسار   | میثم یوسفی             |
| ۲۰   | بازیِ جدید                   | پیمان نیکسار           | پیمان نیکسار            | پیمان نیکسار   | میثم یوسفی             |
| ۲۱   | اتفاق شیرین                 | محمد حشمتی             | فریدون خشنود            | پویا نیک‌پور    | میثم یوسفی             |
| ۲۲   | لالایی برای بیداری          | مرتضی اسکندری          | کارن همایون‌فر           | کارن همایون‌فر  | میثم یوسفی             |
| ۲۳   | من که حالم خوبه             | روزبه نعمت‌اللهی        | آرش افشار               | سیاوش رحمانی   | میثم یوسفی             |
| ۲۴   | یکی گریه میکنه              | سیاوش رحمانی           | سیاوش رحمانی            | سیاوش رحمانی   | میثم یوسفی             |
| ۲۵   | حالم بده                    | شهاب رمضان             | شهاب رمضان              | سیاوش صدری     | میثم یوسفی             |
| ۲۶   | روایت عاشقانه یا رومنس      | نیما مسیحا             | رامین عبداللهی          | رامین عبداللهی | میثم یوسفی             |
| ۲۷   | سپاس                        | روزبه نعمت‌اللهی        | رامین عبداللهی          | رامین عبداللهی | میثم یوسفی             |
| ۲۸   | چیزهای کوچیک                | شهرزاد سپانلو          | بهنام جلیلیان           | بهنام جلیلیان  | میثم یوسفی             |
| ۲۹   | امضا                        | حمید کاظم‌خانلو         | علیرضا افکاری           | هومن نامداری   | میثم یوسفی             |
| ۳۰   | می‌شد فراموشت کنم            | مجید رضا               | بهنام جلیلیان           | بهنام جلیلیان  | میثم یوسفی             |
| ۳۱   | آشتی                        | سیامک عباسی            | سعید رضایی              | سعید رضایی     | میثم یوسفی             |
| ۳۲   | عکس زمستونی تهران           | کامران تفتی            | سعید رضایی              | سعید رضایی     | میثم یوسفی             |
| ۳۳   | آبروداری کن                 | کامران تفتی            | بهنام جلیلیان           | بهنام جلیلیان  | میثم یوسفی             |
| ۳۴   | بارونم نتونست               | کامران تفتی            | بهنام جلیلیان           | بهنام جلیلیان  | میثم یوسفی             |
| ۳۵   | بی تو                       | کامران تفتی            | بهنام جلیلیان           | بهنام جلیلیان  | میثم یوسفی             |
| ۳۶   | یادگاری                     | کامران تفتی            | بهنام جلیلیان           | بهنام جلیلیان  | میثم یوسفی             |
| ۳۷   | مشت                         | کامران تفتی            | بهنام جلیلیان           | بهنام جلیلیان  | میثم یوسفی             |
| ۳۸   | مشغول مردنت بودی            | کامران تفتی            | رامین عبداللهی          | رامین عبداللهی | میثم یوسفی             |
| ۳۹   | پاییز دلتنگی                | روزبه نعمت‌اللهی        | فرزین قره‌گزلو           | نیکان ابراهیمی | میثم یوسفی             |
| ۴۰   | به سرم زده                  | حمید رفیع‌پور           | رامین عبداللهی          | رامین عبداللهی | میثم یوسفی             |
| ۴۱   | زیباترین شعر                | امیر امین              | امیر امین               | عماد لاریجانی  | میثم یوسفی             |
| ۴۲   | پاییز از دست دادمت          | سیاوش رحمانی           | سیاوش رحمانی            | سیاوش رحمانی   | میثم یوسفی             |
| ۴۳   | شال (نسخه گیتاری)           | روزبه نعمت‌اللهی        | بهنام جلیلیان           | بهنام جلیلیان  | میثم یوسفی             |
| ۴۴   | خاطره بازی                  | کاوه یغمایی            | کاوه یغمایی             | کاوه یغمایی    | میثم یوسفی             |
| ۴۵   | خصوصی                       | کاوه یغمایی            | کاوه یغمایی             | کاوه یغمایی    | میثم یوسفی             |
| ۴۶   | چه حال بدی                  | سیاوش رحمانی           | سیاوش رحمانی            | سیاوش رحمانی   | میثم یوسفی             |
| ۴۷   | ترانه ای برای سال‌ها بعد     | سیامک عباسی            | سیامک عباسی هادی سالاری | کاوه یغمایی    | میثم یوسفی             |
| ۴۸   | می‌ترسم از دست بدم           | امیر امین              | امیر امین               | عماد لاریجانی  | میثم یوسفی             |
| ۴۹   | به من بگو                   | امیر امین              | امیر امین               | سعید شایانی    | میثم یوسفی             |
| ۵۰   | گریستم                      | علیرضا تهرانی          | آرش افشار               | سیاوش رحمانی   | میثم یوسفی             |
| ۵۱   | پائیز جاری                  | رضا صادقی              | رضا صادقی               | محمدرضا رهنما  | میثم یوسفی             |
| ۵۲   | بی‌رحمانه‌س                   | رامیرو (رامین عبدالهی) | رامین عبدالهی           | رامین عبدالهی  | میثم یوسفی             |
| ۵۳   | دریا حرف می‌زنه              | امید جامع              | امید جامع               | رامین عبدالهی  | میثم یوسفی             |
| ۵۴   | کلافه                       | رضا یزدانی             | بهنام جلیلیان           | بهنام جلیلیان  | میثم یوسفی             |
| ۵۵   | قرمز                        | رضا یزدانی             | امید جامع               | رامین عبدالهی  | میثم یوسفی             |
| ۵۶   | تا صبح تموم می‌شیم           | کامران تفتی            | بهنام جلیلیان           | بهنام جلیلیان  | میثم یوسفی             |
| ۵۷   | شعرامو تو بگو               | رضا یزدانی             | رضا یزدانی              | رامین عبدالهی  | میثم یوسفی             |
| ۵۸   | بی‌هوا                       | رضا یزدانی             | رضا یزدانی              | بهروز پایگان   | میثم یوسفی             |
| ۵۹   | غمِ سخت                      | علیرضا دراج            | علیرضا افکاری           | علیرضا افکاری  | میثم یوسفی             |
| ۶۰   | شاهِ بی‌سرباز                 | امیر زهی               | امین قباد               | سعید زمانی     | میثم یوسفی             |
| ۶۱   | بیدار نمی شم                | البرز نبویان           | مهرداد نصرتی            | رامین عبدالهی  | میثم یوسفی             |
| ۶۲   | تکرار                       | البرز نبویان           | مهرداد نصرتی            | رامین عبدالهی  | میثم یوسفی             |
| ۶۳   | دریازده                     | البرز نبویان           | امید جامع               | رامین عبدالهی  | میثم یوسفی             |
| ۶۴   | چه کار می‌کردم               | روزبه نعمت الهی        | فرزین قره‌گزلو           | فرزین قره‌گزلو  | میثم یوسفی             |
| ۶۵   | بی‌عنوان                     | رستاک حلاج             | بهنام جلیلیان           | نیکان ابراهیمی | میثم یوسفی             |